# Tekedaya
Tekedaya, ook Tkdaya of Paraans, is een dialect van het Taroko. Dit dialect deelt veel lexicologische en syntactische kenmerken met het Teruku. Het Tekedaya wordt voornamelijk rond Wu-shê gesproken.

## Classificatie
- Austronesische talen
  - Atayalische talen
    - Taroko
      - Tekedaya